# Олександрійський коледж культури і мистецтв
Олександрійський фаховий коледж культури і мистецтв— заклад фахової передвищої освіти комунальної форми власності, який здійснює підготовку фахівців осві́тньо-кваліфікаці́йного рівня «фаховий молодший бакалавр» за спеціальностями «Інформаційна, бібліотечна та архівна справа», «Менеджмент соціокультурної діяльності», «Хореографія», «Образотворче мистецтво, декоративне мистецтво, реставрація». Розташований в місті Олександрії Кіровоградської області.

## Історія

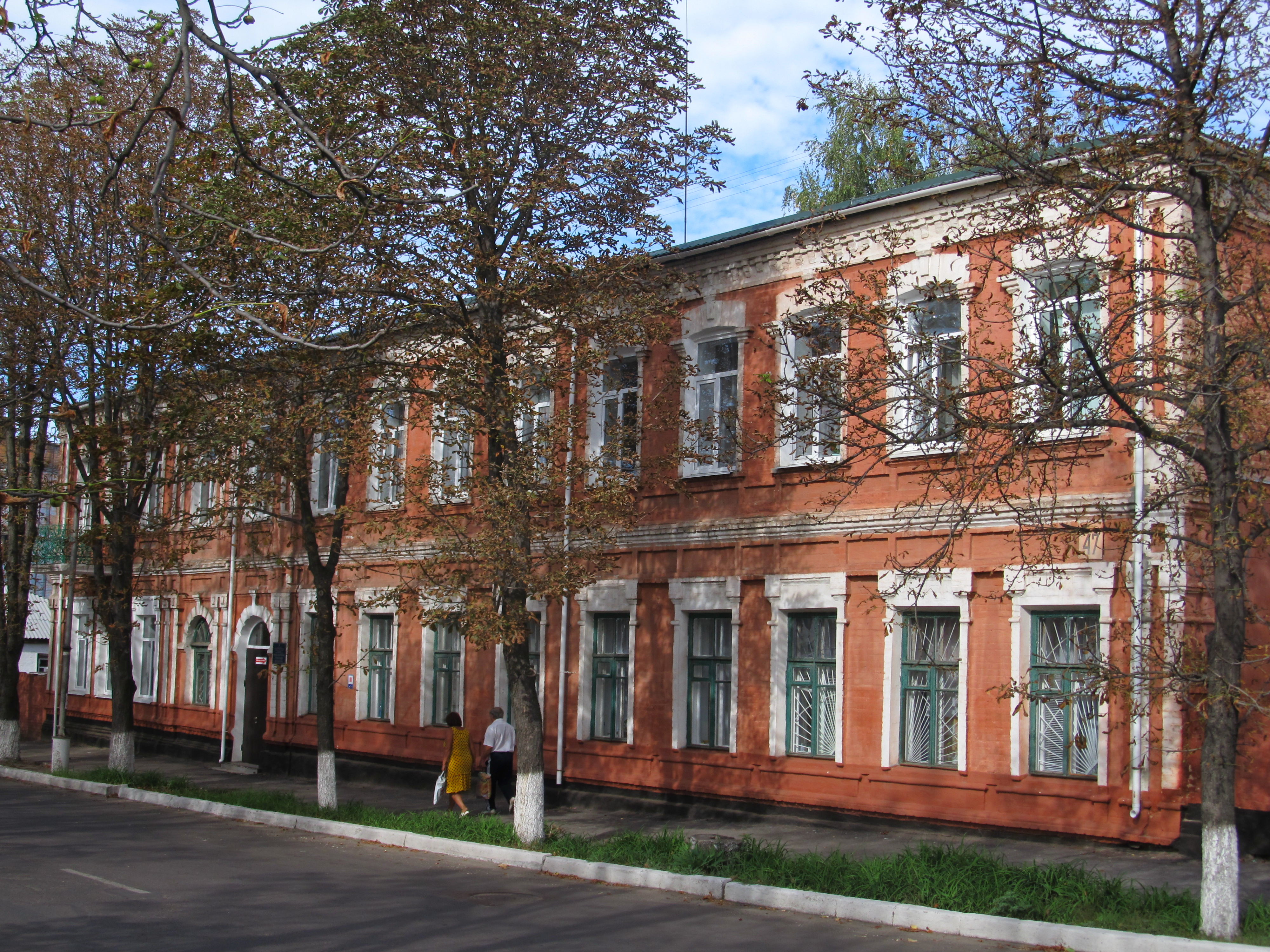
Центральний корпус коледжу з вулиці Діброви.

Навчальний заклад створено в 1931 році на виконання Постанови Раднаркому УСРР № 633 від 11.08.1930 р. як Криворізький технікум комуністичної освіти в селищі Гданцівка, що на Криворіжжі.
В 1932 році цей заклад був переведений до міста Олександрія. Відповідно до Постанови колегії Міністерства культури УРСР від 14.03.1961 р. технікум перейменовано в Олександрійське культурно-освітнє училище.
Наказом Міністерства культури УРСР від 02.11.1990 № 342 Олександрійське культурно-освітнє училище перейменовано в Олександрійське училище культури, яке є його правонаступником.
З 27 червня 2020 року повна назва закладу — Олександрійський фаховий коледж культури і мистецтв.
Серед педагогів закладу: заслужені працівники культури України Карпов В. С., Баранов І. М., Абажей Г. П.

## Творчі колективи

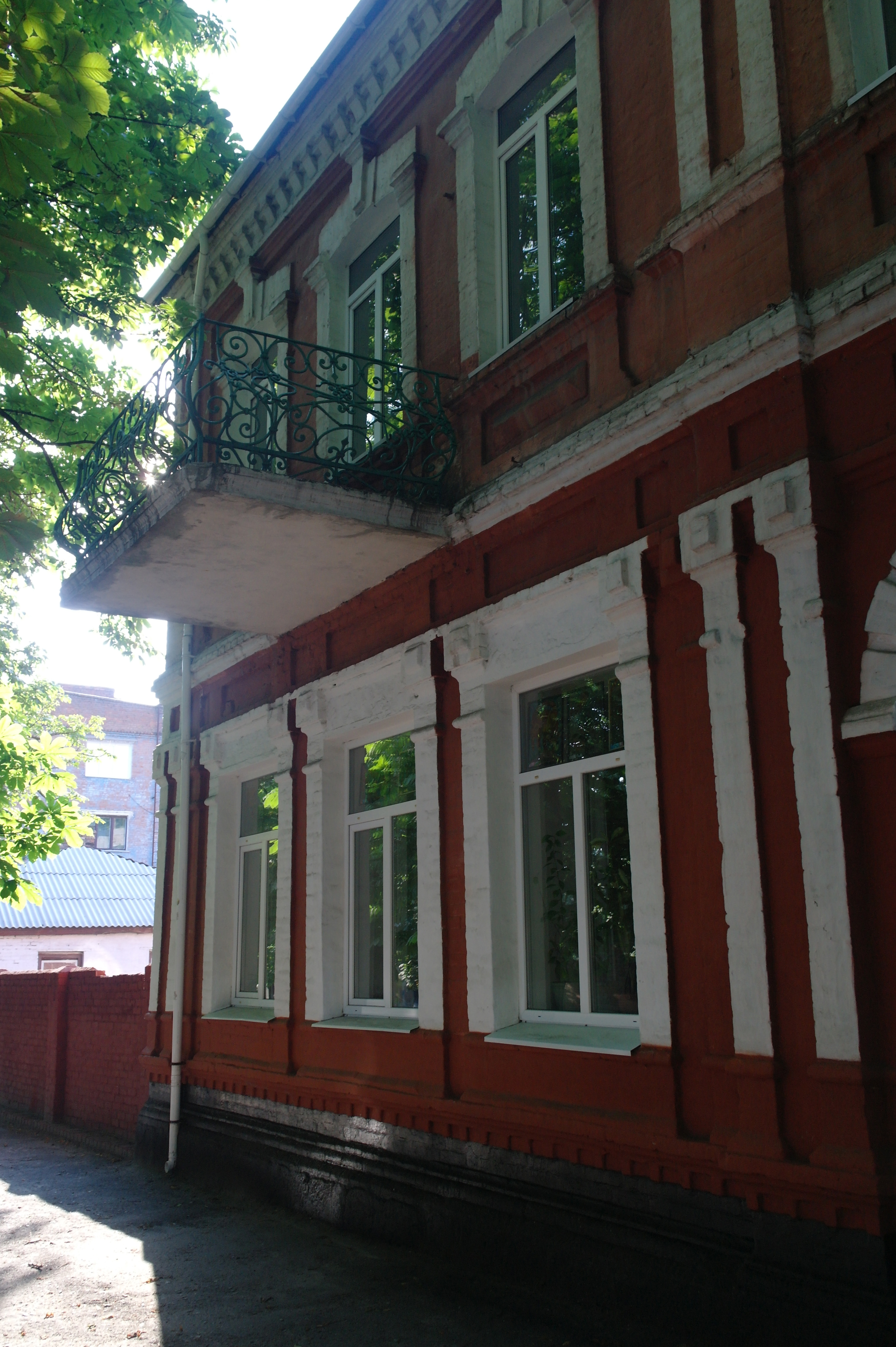

- хор «Піснелюби» (керівник Стрельник Н. Д.)
- фольклорний ансамбль «Ладо» (керівник Погоріла Л. М.)
- вокальний колектив «Independent» (керівник  Кулик В. А.)
- оркестр народних інструментів (керівник Костенко І. Ю.)
- народний естрадний оркестр «Джаз-класик-бенд» (керівник Яровий С. М.)
- народний хореографічний ансамбль «Лілея» (керівник Жир Я. С.).

## Випускники
- Петро Шабатин — письменник, байкар, автор ліричних поезій;
- Неоніла Крюкова — народна артистка України, лауреат Державної премії ім. Т. Г. Шевченка;
- Михайло Поплавський — професор, ректор Київського Національного університету культури і мистецтв, заслужений діяч мистецтв;
- Роман Гончаренко — український та російський кінорежисер, фіналіст фестивалів Potential 2014, Potential 2015 та інших;
- Гунькін Віктор Володимирович — Народний артист України. Актор Дніпропетровського академічного українського музично-драматичного театру імені Т. Г. Шевченка.
- Юрій Нагорний — доцент Харківської академії культури;
- Заслужені артисти України — Сиротенко А., Янін Г., Олексієнко В., Ткач І;
- Заслужені працівники культури України — Воліневич Н., Квітка В., Пращур В., Савустяненко В., Скляр В., Татарнікова Н., Макода П. , Яротник В., Смоляков В., Кузів М., Манжула Т., Сокуренко К., Абажей Г., Гулак О., Мельницький В., Удовенко В., Педько Г., Баранов І., Жир Г.